# Kościół Świętych Polskich Braci Męczenników w Bydgoszczy

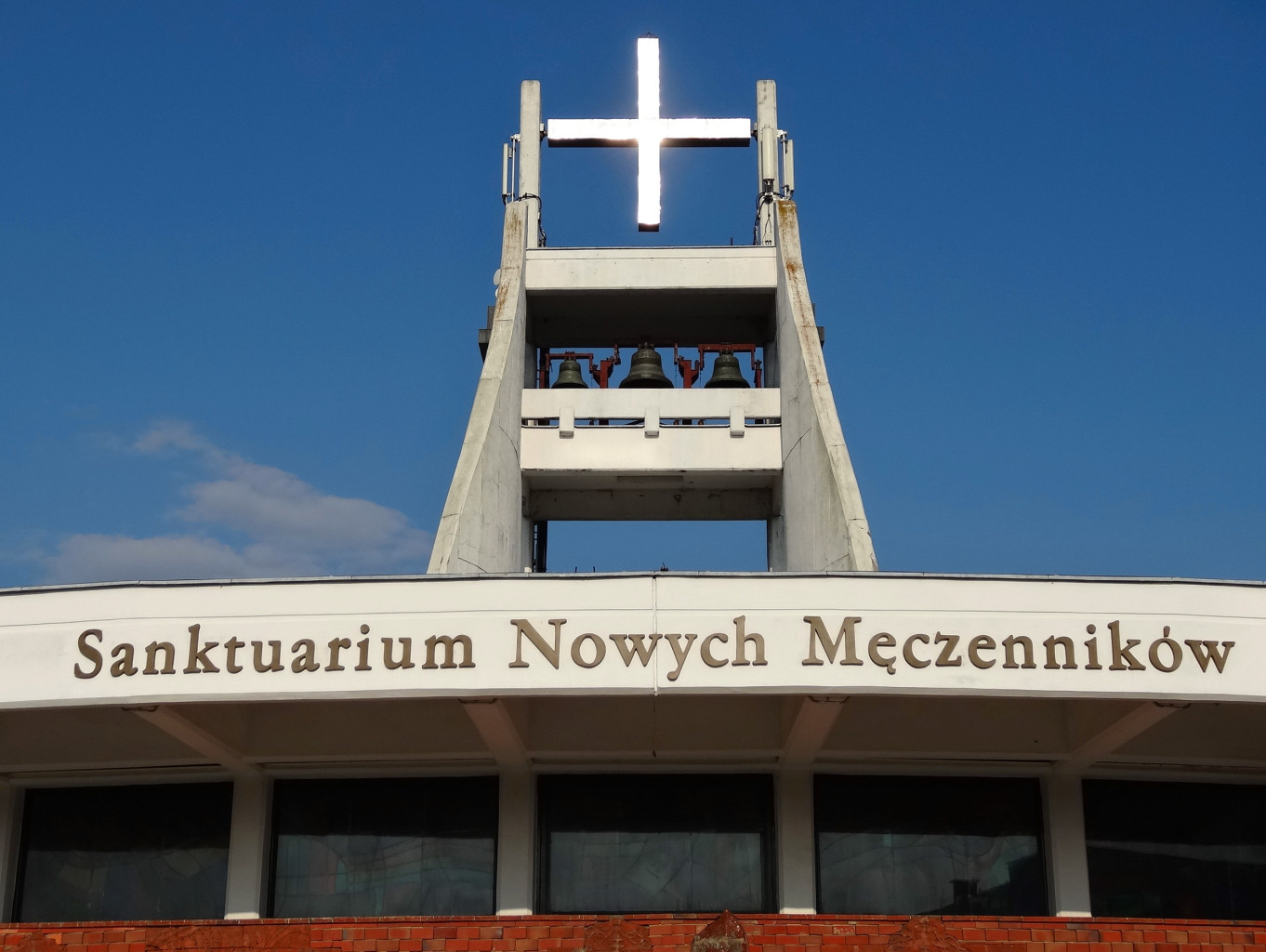
Wieża

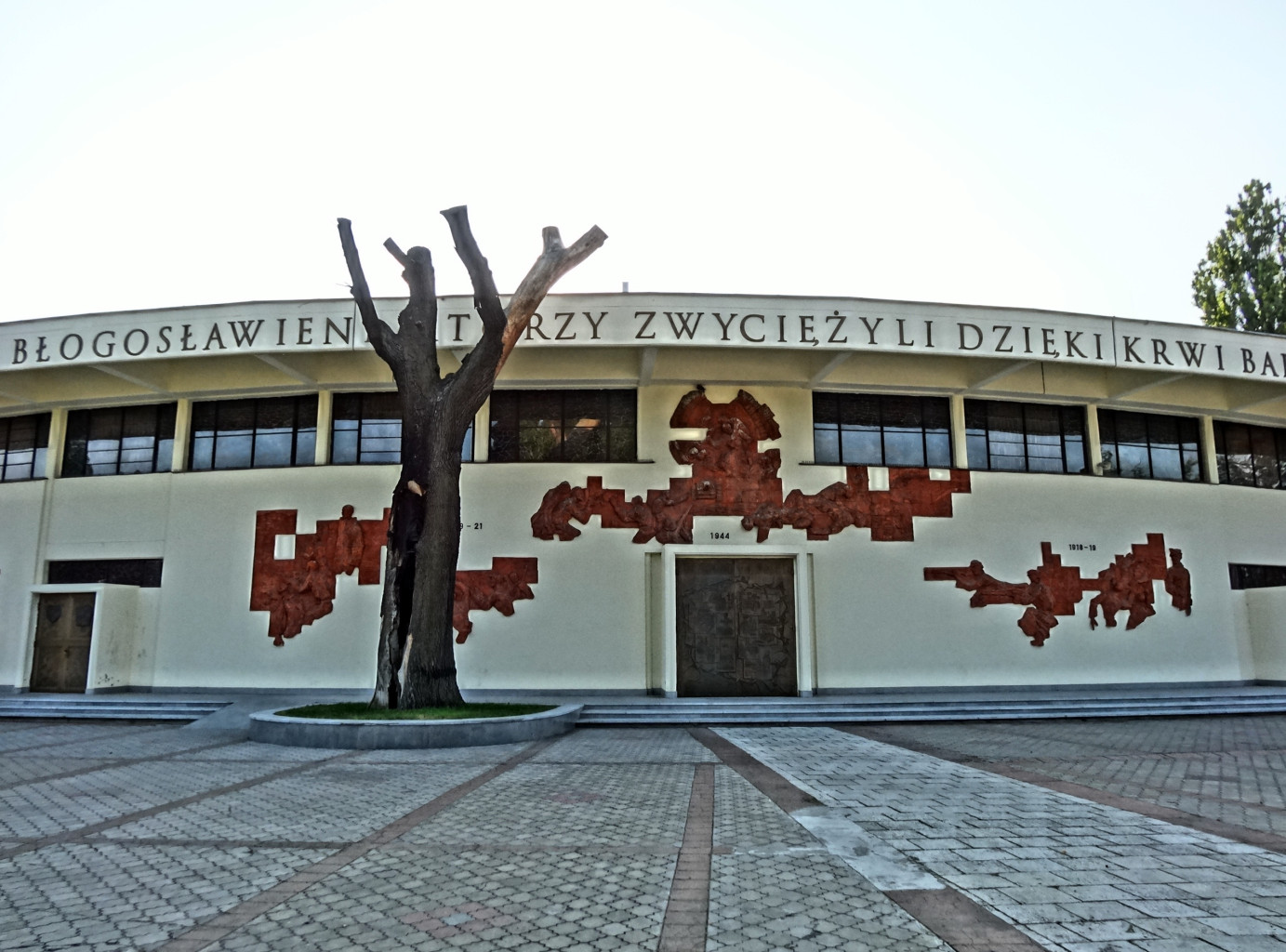
Widok od wschodu

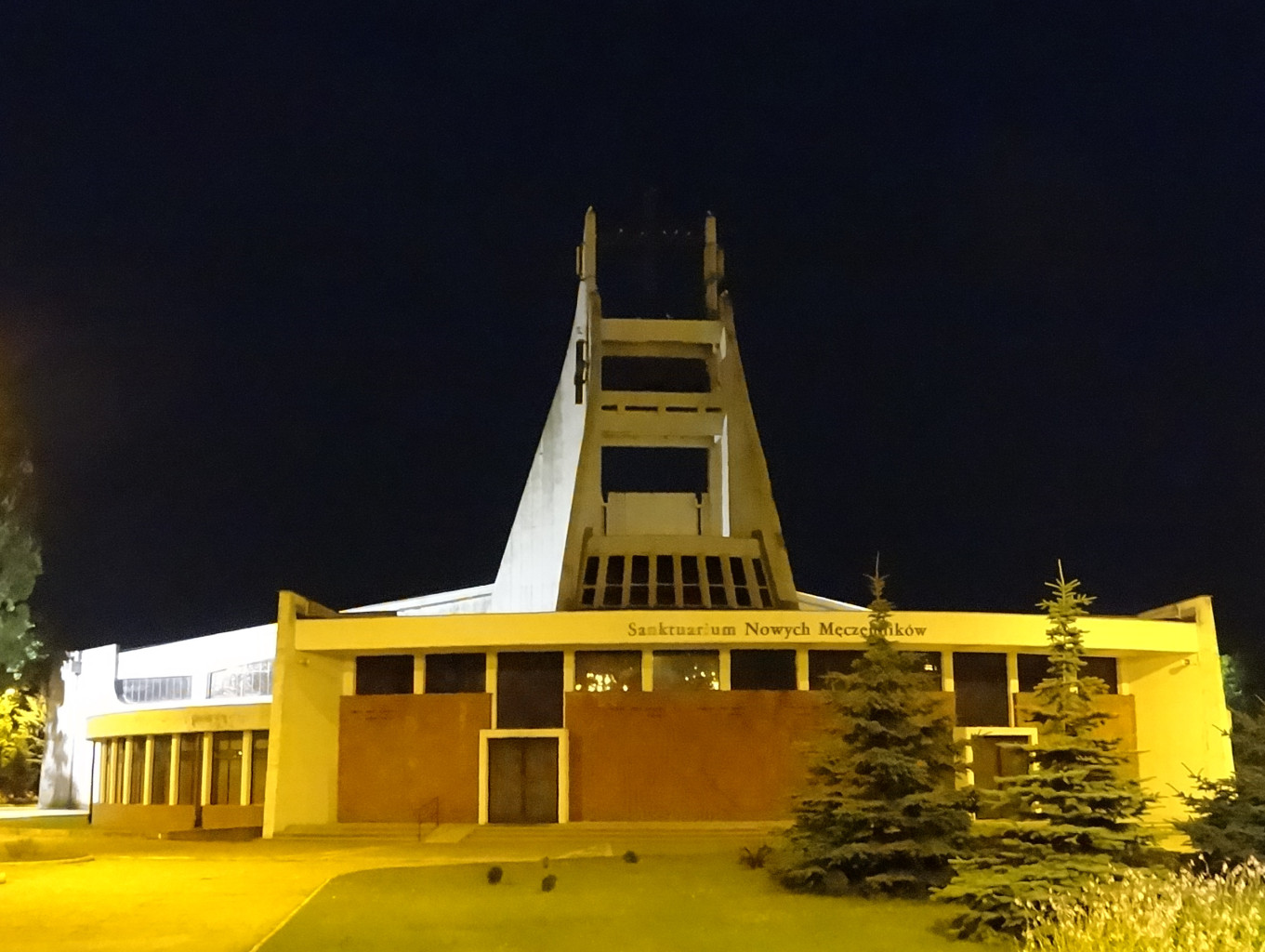
Nocą

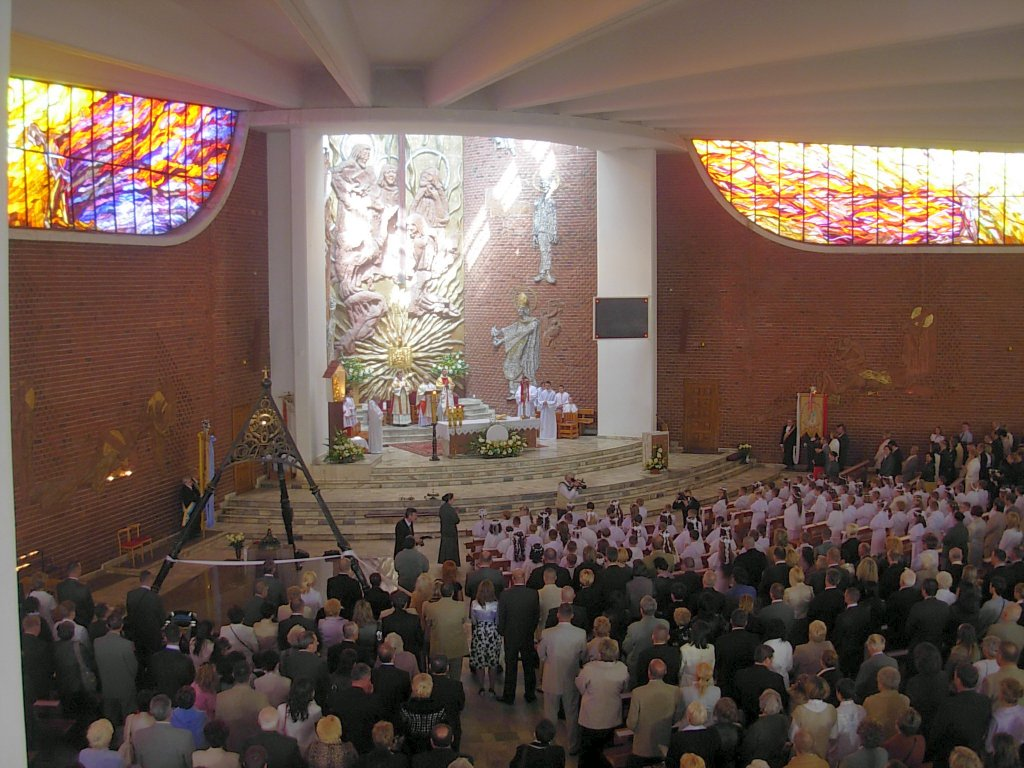
Wnętrze

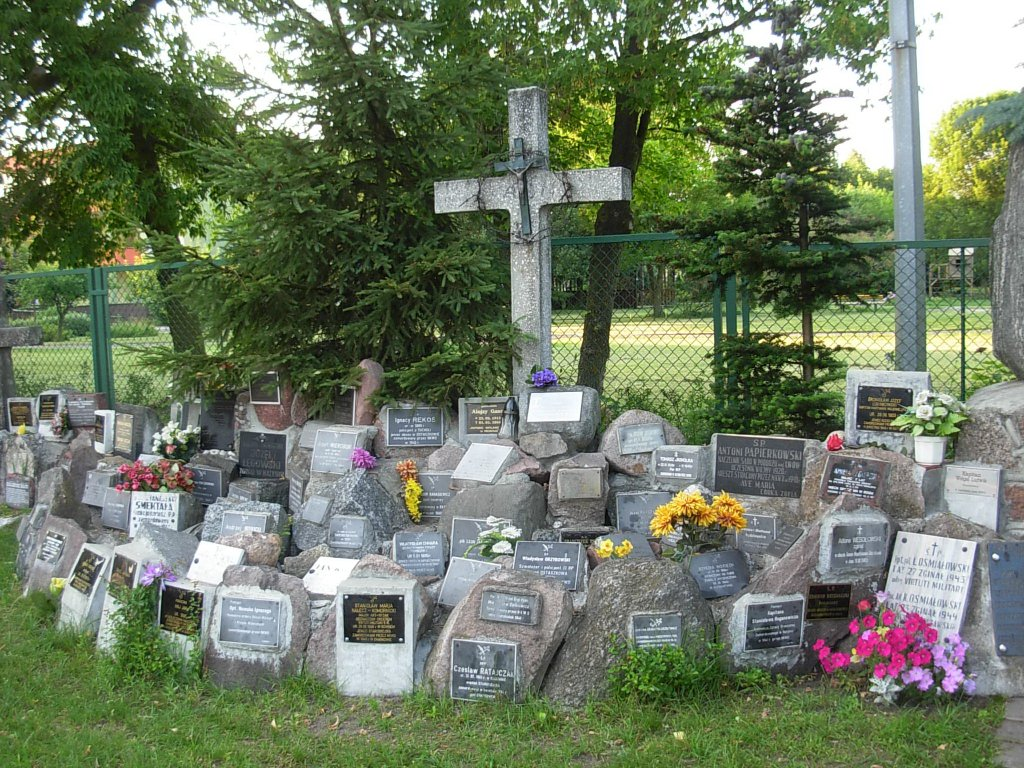
Kamienie katyńskie

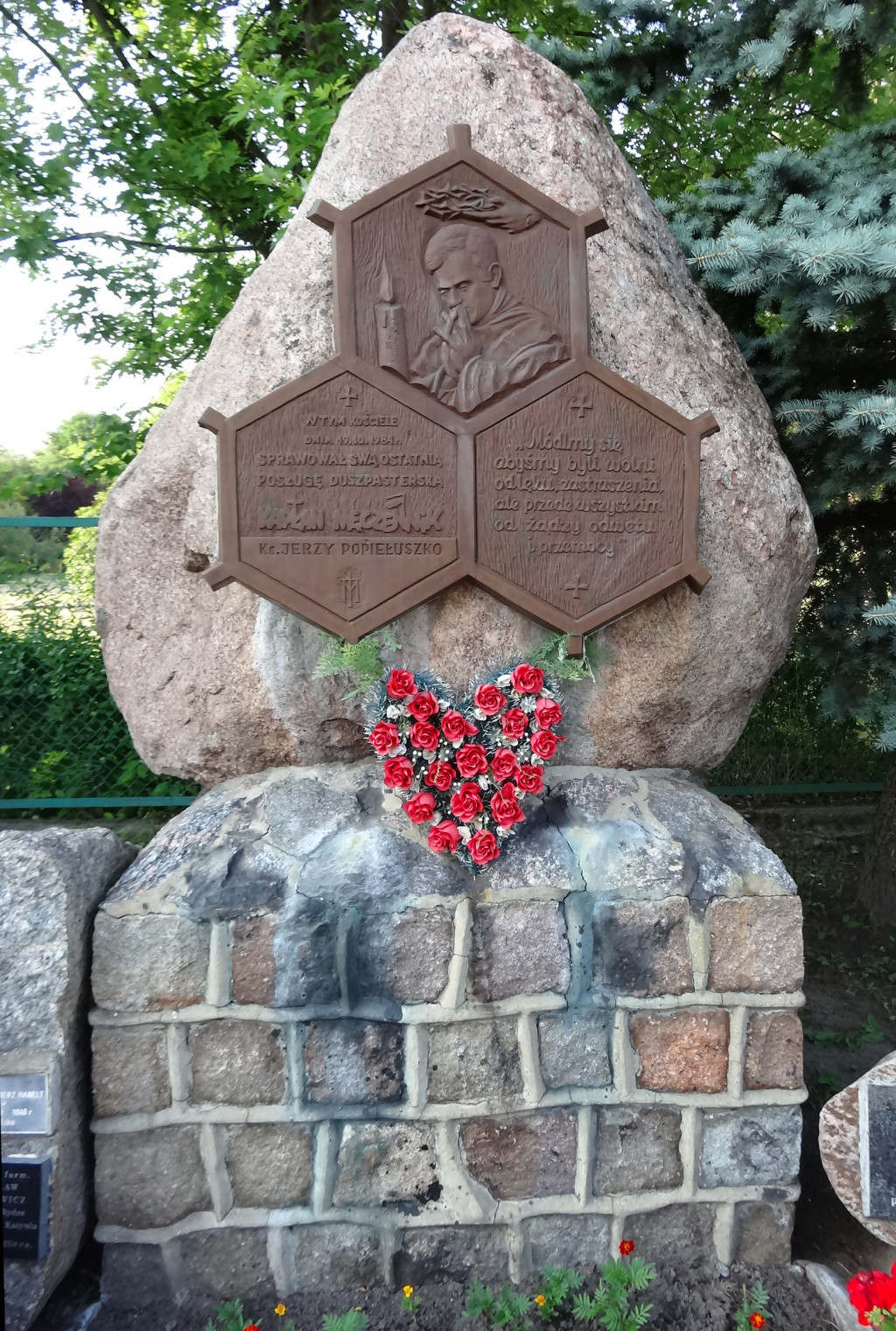
Pomnik ks. Jerzego Popiełuszki – jeden z pierwszych, jakie wystawiono w Polsce

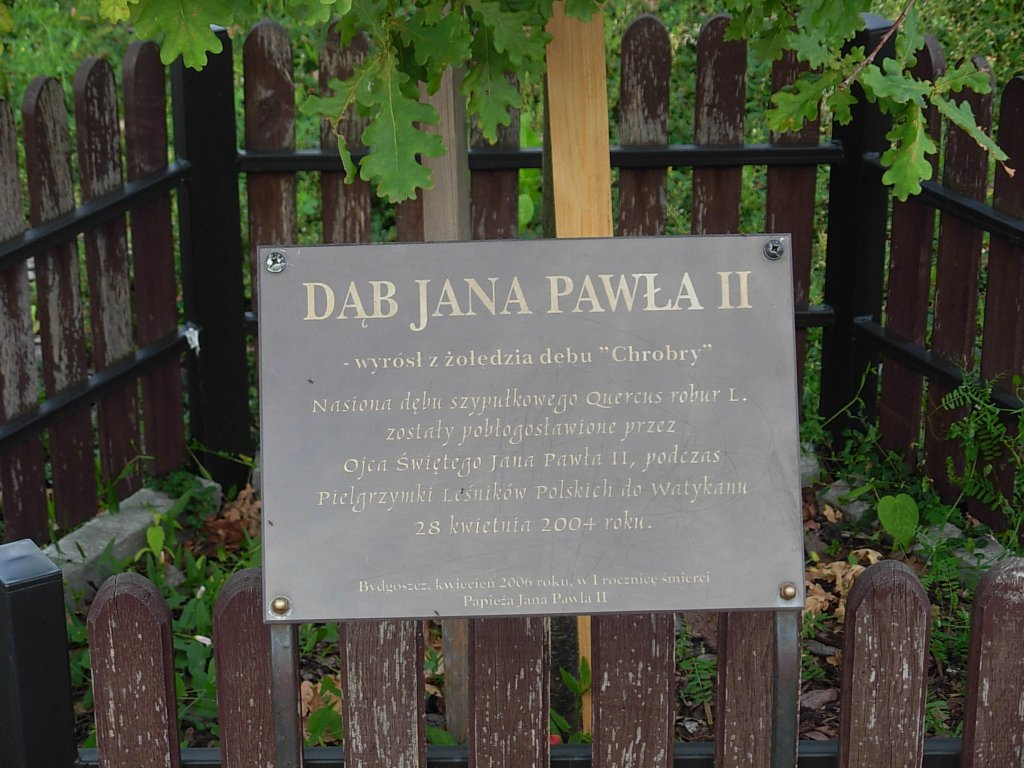
Dąb Jana Pawła II, obok rośnie dąb prymasa Stefana Wyszyńskiego

Kościół Świętych Polskich Braci Męczenników w Bydgoszczy – kościół położony w Bydgoszczy, którego patronem jest Pięciu Braci Męczenników. Od 2000 roku Sanktuarium Nowych Męczenników.

## Położenie
Kościół znajduje się przy ul. ks. Jerzego Popiełuszki 3, na osiedlu Wyżyny w Bydgoszczy.

## Historia
Starania o budowę kościoła katolickiego w rejonie dzisiejszych Kapuścisk i Wyżyn sięgają okresu międzywojennego.
Przed 1939 r. zawiązał się na Kapuściskach komitet budowy kościoła. Planowano wznieść obiekt na skarpie pradoliny bydgoskiej, bliźniaczy do tego, który w 1925 r. stanął na Siernieczku. Do budowy nie doszło wskutek wybuchu II wojny światowej.
Po wojnie erygowano parafię pw. św. Józefa Rzemieślnika, której przyznano były kościół ewangelicki przy ul. Toruńskiej.
Tymczasem w latach 50. na Kapuściskach, a w 60. i 70. również na Wyżynach powstały wielotysięczne osiedla mieszkaniowe. Jednak na erekcję nowych parafii nie wyrażały zgody ówczesne władze państwowe. Wtedy z inicjatywy prymasa Stefana Wyszyńskiego zaczęły powstawać ośrodki duszpasterskie, które pełniły posługi parafialne. Jeden z nich powstał na Wyżynach.
W 1973 r. po wielu zabiegach, w kontekście odwilży politycznej władze zgodziły się na budowę pierwszego po wojnie nowego kościoła w Bydgoszczy.
Powstała idea budowy obiektu pod wezwaniem Świętych Polskich Braci Męczenników, który czciłby pamięć bydgoskich ofiar hitlerowskiego terroru. Inicjatorem budowy świątyni był osobiście kardynał Stefan Wyszyński prymas Polski.
Projekt zlecono jednemu ze specjalistów budownictwa sakralnego - prof. Leopoldowi Taraszkiewiczowi z Politechniki Gdańskiej. Prace konstrukcyjne wykonał inż. Tadeusz Lisiewicz z Bydgoszczy, projektantem wystroju wnętrz był Kazimierz Gąsiorowski z Warszawy, a roboty budowlane nadzorował inż. Henryk Misterek z Bydgoszczy.
Władze miasta przyznały lokalizację przy ul. Szpitalnej. Jednak teren przeznaczony pod zabudowę wymagał specjalnego posadowienia obiektu, wobec czego blisko rok wbijano ręcznie 250 pali o długości około 15 m w podłoże.
Kościół jest zaprojektowany w nurcie architektury nautologicznej (odwołującej się do żeglarstwa), a jego forma nawiązuje do ewangelicznego spotkania barek na jeziorze. Rzut poziomy tworzą cztery wycinki koła o różnych promieniach, a rozgraniczające je ściany w części nad dachami przechodzą w trójkątne żagle statków. Platforma poniżej wierzchołków masztów, przypominająca bocianie gniazdo, stanowi podstawę wieży dzwonniczej, zwieńczonej krzyżem greckim. Obrys fundamentów ma kształt kielicha leżącego na okręgu wyobrażającym hostie. Podstawa kielich to mały kościół, czara – Kościół Zasadniczy, a hostia to sale pamięci i pomieszczenia gospodarcze.
15 sierpnia 1976 roku erygowana została na Kapuściskach i Wyżynach nowa parafia pod wezwaniem Św. Polskich Braci Męczenników. Jej proboszczem został ks. Romuald Biniak, któremu zlecono zadanie wybudowania nowego kościoła.
Była to pierwsza parafia w Bydgoszczy, która po II wojnie światowej otrzymała pozwolenie na budowę świątyni. W dekrecie ustanawiającym nową parafię o tak niezwykłym wezwaniu prymas Wyszyński napisał:
„Świątynia ta ma upamiętniać po wieczne czasy wszystkich bezimiennych Polaków, którzy oddawali swoje życie za wiarę i ojczyznę, a nie zostali wyniesieni na ołtarze.”
Po wybudowaniu plebanii w 1977 roku, 15 kwietnia 1978 roku w obecności prymasa Polski, odbyło się uroczyste wmurowanie kamienia węgielnego. Kamień węgielny to cios kamienny wyjęty z fundamentów katedry romańskiej w Gnieźnie. Wmurowany jest w ścianę wschodnią przejścia między kościołem Nawiedzenia a Kaplicą pamięci.
Obiekt zaprojektowano w nurcie architektury nautologicznej („statek żaglowy”). Łącznie jego powierzchnia jest równą tej, jaką ma bydgoska bazylika.
10 czerwca 1978 r. stanął pierwszy człon kościoła – kaplica Nawiedzenia Matki Boskiej, zwana małym kościołem. W tym samym dniu nastąpiło wprowadzenie obrazu Matki Boskiej będącego wierną kopią Obrazu Częstochowskiego sporządzoną przez prof. Marię Torwirt z Torunia. Następnie rozpoczęła się budowa okalających ją kręgów – północnego i południowego. Kolejnym budowanym obiektem była wieża oraz główny amfiteatralny gmach kościoła z chórem muzycznym.
18 września 1980 roku obraz Matki Boskiej, krzyż, który miał być osadzony na wieży kościoła i dzwony świątynne konsekrował Stefan prymas Wyszyński.
Gmach świątyni budowano od początku systemem gospodarczym bez udziału przedsiębiorstw budowlanych, rękami ochotników – zarówno robotników, jak i inżynierów, konstruktorów i artystów.
Pierwszą Mszę św. w nowo zbudowanej świątyni odprawił ks. kard. Józef Glemp, który również 23 listopada 1986 r. ją uroczyście konsekrował.
19 października 1985 roku w pierwszą rocznicę śmierci, przed kościołem został poświęcony pomnik ks. Jerzego Popiełuszki, który odprawił tu swoją ostatnią mszę św. przed swą męczeńską śmiercią.
W 1986 r. zbudowano dom dla sióstr Urszulanek posługujących w parafii.
Z kolei w 1995 r. zostały poświęcone organy zbudowane ku czci ks. J. Popiełuszki.

## Związki z ks. Jerzym Popiełuszką[7]
Kościół Świętych Polskich Braci Męczenników był ostatnią świątynią, w której modlił się ks. Jerzy Popiełuszko przed zamordowaniem go przez oficerów SB.
Zaproszony przez Duszpasterstwo Ludzi Pracy, przybył do Bydgoszczy 19 października 1984 r. O godz. 18.00 sprawował swoją ostatnią mszę św., prowadził rozważania i odmawiał różaniec. Jego ostatnie słowa podczas rozważań brzmiały: „Módlmy się abyśmy byli wolni od lęku i zastraszenia, ale przede wszystkim od żądzy odwetu i przemocy”. Około godziny 22 udał się wraz z kierowcą Waldemarem Chrostowskim w drogę powrotną do Warszawy. Na drodze między Bydgoszczą a Toruniem trzej oficerowie Służby Bezpieczeństwa: Grzegorz Piotrowski, Leszek Pękala i Waldemar Chmielewski zatrzymali samochód księdza i po kilkukrotnym pobiciu na trasie, już zabitego zrzucili z tamy włocławskiej do rzeki Wisły. Wiadomość o mordzie wstrząsnęła głęboko opinią publiczną w kraju i na świecie.
Martyrologia księdza, kapelana Solidarności w wymowny sposób komponuje się z wezwaniem i patronami świątyni. 6 czerwca 2010 r. ks. Jerzy Popiełuszko został beatyfikowany.

## Sanktuarium Nowych Męczenników
Od samego początku istnienia, świątynia stała się ośrodkiem myśli patriotycznej związanej z męczeństwem narodu polskiego. W latach 80. była kościołem, w którym ludzie wiary owiani duchem „Solidarności” modlili się za Ojczyznę.
Przy kościele skupiły się stowarzyszenia kombatanckie, które zbudowały wokół świątyni symboliczne groby oraz tablice upamiętniające bohaterów walki o wolną Polskę: m.in. tablice upamiętniające pobyt ks. Jerzego Popiełuszki, Sybiraków, pomordowanych w Katyniu, krzyż ofiary Oświęcimia, harcerzy i inne.
Podczas podróży Jana Pawła II do Polski w 1999 r. Bydgoszcz otrzymała miano Stacji Nowych Męczenników. 7 czerwca 1999 r. podczas mszy św. na lotnisku w Bydgoszczy papież nawiązał do symboliki, którą reprezentowało wezwanie kościoła oraz wezwał do upamiętnienia męczenników, którzy oddali życie za wiarę. W odpowiedzi na ten apel, w rocznicę pielgrzymki papieża 7 czerwca 2000 r. arcybiskup gnieźnieński Henryk Muszyński oficjalnie podniósł świątynię do godności Sanktuarium Nowych Męczenników. Ma ono upamiętniać męczeńską historię Polski, związaną z Ewangelią Jezusa Chrystusa.
W kaplicy papieskiej złożono również pamiątki po obecności Jana Pawła II w Bydgoszczy.

## Relikwie Świętych Polskich Braci Męczenników[9]
Wezwanie kościoła jest osobistym pomysłem prymasa Polski Stefana Wyszyńskiego, który chciał upamiętnić prześladowanych dla sprawiedliwości Polaków i uznał ziemię bydgoską za szczególnie predestynowaną dla tego celu. Kult Pięciu Braci Męczenników: Benedykta, Jana, Mateusza, Izaaka i Krystyna zamordowanych w terenie święto-wojciechowym pod Międzyrzeczem przez zbójców w 1003 r. rozwinął się w Polsce i Czechach w XI wieku. W 1038 r. relikwie Pięciu Męczenników wywieźli z Gniezna do Pragi Czesi podczas wyprawy łupieżczej do Polski. Stamtąd w 1987 r. prymas Czech kard. Franciszek Tomaszek ofiarował je dla nowego kościoła bydgoskiego.
Obecnie relikwie są wystawione do publicznej czci w kaplicy Miłosierdzia Bożego. Relikwiarz (dzieło artysty plastyka Roberta Kai) – to pięć postaci męczenników podtrzymujących koronę królewską z symbolami kłosów, zwieńczoną krzyżem. Część relikwii jest zamurowana w ołtarzu głównym.

## Architektura
Forma architektoniczna świątyni symbolizuje ewangeliczne spotkanie barek na jeziorze.
Rzut poziomy tworzą cztery wycinki koła o różnych promieniach. Ściany rozgraniczające te wycinki, przechodzą w części nad dachami w trójkątne, wydęte żagle. Poniżej wierzchołków masztów osadzono platformę, przypominającą bocianie gniazdo, a stanowiącą podstawę dla dzwonnicy. Między żaglami rozpięto krzyże greckie. Na osi podłużnej rozmieszczone są dwa kościoły o kształtach amfiteatralnych, zaś na osi poprzecznej dwa wycinki zamykające okręgi, mieszczące sale katechetyczne, kaplice, zakrystię oraz ciągi komunikacyjne.
W dekoracji wnętrza i elewacji budowli wykorzystano technikę ceramicznej płaskorzeźby.
Powierzchnia zabudowy świątyni wynosi 3260 m², kubatura 28 315 m³, a powierzchnia nawy w kościele głównym 1454 m², co odpowiada powierzchni bydgoskiej bazyliki św. Wincentego a’Paulo. Wieża dzwonnica ma wysokość 29,5 m. Ze względu na bliskie lotnisko wieża nie mogła przekroczyć 30 m wysokości. Kościół może pomieścić 2 do 4 tys. osób.

Kościół wykazuje powinowactwo do pochodzącej z 1971 r. świątyni pw. Najświętszej Marii Panny Królowej Różańca w Gdańsku-Przymorzu, również autorstwa Leopolda Taraszkiewicza.

### Części składowe kościoła
- Krąg główny – kościół nabożeństw świątecznych pw. Świętych Polskich Braci Męczenników. Na ścianie głównej znajduje się ołtarz Pierwszych Polskich Braci Męczenników zamordowanych w nocy z 10 na 11 listopada 1003 roku. Dwóch włoskich benedyktynów: Benedykt i Jan, dwóch słowiańskich nowicjuszy i jednocześnie rodzonych braci: Izaak i Mateusz oraz Krystyn, który był polskim służącym[3]. Relikwie przywiezione z Pragi przechowuje się w kościele, w kaplicy Miłosierdzia Bożego. Na ścianach bocznych znajdują się płaskorzeźby: św. Stanisława, św. Maksymiliana Kolbe, ks. Jakubowskiego[12], kapłan i męczennik z września 1939 roku, zamordowany i porzucony w Lesie Gdańskim w okolicach Bydgoszczy[3], św. Wojciecha, św. Andrzeja Boboli i ks. Jerzego Popiełuszki. Na zewnętrznych ścianach świątyni znajdują się płaskorzeźby przedstawiające bohaterów narodowych i sceny z budowy kościoła, w ścianie wschodniej znajdują się witraże z cytatami ośmiu błogosławieństw, na których oparł swe nauczanie Jan Paweł II podczas swojej pielgrzymki do Ojczyzny w 1999 roku.
- Mały kościół – kaplica Nawiedzenia Matki Bożej. Pełni rolę kaplicy nabożeństw codziennych. Jej wystrój zaprojektował prof. Taraszkiewicz z Gdańska. Ściany wyłożone dębową boazerią i podłoga obniżająca się w kierunku ołtarza sprawiają wrażenie wnętrza łodzi[4]. W ołtarzu znajduje się kopia obrazu Maryi z Jasnej Góry, prof. Marii Torwirt z Torunia, otoczona licznymi wotami, od strony północnej przylega kaplica św. Urszuli Ledóchowskiej wraz z jej relikwiami. Po prawej stronie figura i relikwie św. Ojca Pio. Całość wystroju uzupełniają witraże z elementami Maryjnymi[4].
- Krąg północny – łącznik z głównym gmachem kościoła, mieści się w nim kaplica Pamięci, którą tworzą:
  - Kaplica Męczeństwa Bydgoszczy – upamiętniająca martyrologię miasta w latach 1939–1945. Posadzka w kaplicy jest ułożona z kamieni brukowych z bydgoskiego Starego Rynku, po których we wrześniu 1939 roku spływała krew rozstrzeliwanych[4]. Na ścianach wykonano malowidła nawiązujące do męczeństwa mieszkańców Bydgoszczy oraz ślad ręki na murze kościoła jezuickiego autorstwa Kazimierza Gąsiorowskiego z Warszawy. W rogu usytuowany jest tryptyk: Matka Boża Ostrobramska, Jezus Miłosierny i Madonna Grudniowa, autorstwa bydgoskiego artysty Jerzego Puciaty. Obok znajdują się tablice memoriałowe[4].
  - Kaplica bł. ks. Jerzego Popiełuszki – utrzymana jest w duchu stanu wojennego. W gablotach znajdują się fotografie, pamiątkowe gadżety, powielacze druków, rysunki z tego okresu. Błogosławionego męczennika przypominają fotografie z ostatniej Mszy świętej oraz szaty liturgiczne, których używał. W kaplicy wyłożona jest księga pamiątkowa[4].
  - Kaplica Nowych Męczenników – poświęcona jest 108 męczennikom, których beatyfikował Jan Paweł II w Warszawie w 1999 roku. Na ścianie frontowej wisi obraz Chrystusa Zmartwychwstałego pokonującego szatana, pod którym stoi urna z ziemią z miejsc kaźni Polaków w czasie II wojny światowej. Na ścianie po lewej stronie umieszczone są nazwiska wszystkich wówczas wyniesionych na ołtarze, po prawej portrety błogosławionych pochodzących z archidiecezji gnieźnieńskiej. Wystrój kaplicy dopełniają świątki[4].
  - Kaplica Papieska – skupia sprzęt liturgiczny z Mszy świętej sprawowanej na bydgoskim lotnisku 7 czerwca 1999 roku. Jest to ołtarz, dwa trony papieskie, ornaty Jana Pawła II i ks. Stanisława Dziwisza, fotografie oraz kopia aktu nadania papieżowi honorowego obywatelstwa Bydgoszczy oraz certyfikat zasadzenia dębu papieskiego w 2006 roku[4].
  - Kaplica Męczenników Naszych Czasów – urządzona została przez artystę plastyka Janusza Karniszę. Pośrodku ustawiony jest duży krzyż przebijający sufit. Na krzyżu wisi niewielki portret bł. ks. Jerzego Popiełuszki, pod którym umieszczone są relikwie podarowane przez panią Mariannę Popiełuszko, a poniżej relikwie jedenastu sióstr nazaretanek, zamordowanych przez hitlerowców 1 sierpnia 1943 roku w białoruskim Nowogródku (ofiarował je 13 listopada 2003 roku ks. Arcybiskup Henryk Muszyński)[4]. Na ołtarzu ustawiona jest replika pomnika z kościoła św. Brygidy w Gdańsku. Na ścianie głównej zawieszone są: wizerunek Oblicze Chrystusa Odbitego na chuście Weroniki oraz obraz przedstawiający sąd Piłata nad Chrystusem, autorstwa artysty Jana Kaji. Mapa świata ukazuje miejsca współczesnych prześladowań chrześcijan[4].
  - Izba pamięci ks. prymasa Stefana Wyszyńskiego,
  - Wystawa z czasu budowy kościoła oraz pamiątkami z pobytu Jana Pawła II w Bydgoszczy,
- Krąg południowy – pomieszczenia socjalne;

### Otoczenie świątyni
W otoczeniu kościoła znajdują się:
- pomnik ks. Jerzego Popiełuszki autorstwa Jacka Marka Krzyżyńskiego z Otłoczyna, odsłonięty 19 października 1985 r.,
- figura Matki Bożej Niepokalanie Poczętej z wymownym napisem: „Niepokalana naucz nas zło dobrem zwyciężać”, odsłonięta 3 maja 1986 roku w miejscu, skąd ks. Jerzy Popiełuszko wyruszył w swoją ostatnią podróż[3],
- symboliczne kamienie upamiętniające miejsca kaźni Polaków m.in. w Katyniu i na Syberii,
- szaniec z nazwami miejscowości upamiętnionymi walką i męczeństwem Polaków podczas okupacji niemieckiej; od momentu odsłonięcia w dniu 5 września 1969 roku stanowił on tło pomnika Walki i Męczeństwa na Starym Rynku w Bydgoszczy. W sąsiedztwo kościoła został przeniesiony we wrześniu 2007 roku i ustawiony w kręgu,
- głaz z napisem „2000 lat chrześcijaństwa” pochodzący z wystroju ołtarza papieskiego na lotnisku w Bydgoszczy w czasie wizyty Jana Pawła II 5 czerwca 1999 roku[3],
- trzy dęby zasadzone 11 listopada 2000 roku. Pierwszy dla uczczenia 2000 lat Kościoła Chrystusowego, drugi dąb poświęcony Janowi Pawłowi II i trzeci Prymasowi Tysiąclecia Kardynałowi Stefanowi Wyszyńskiemu[3],
- płaskorzeźby na kościele upamiętniające walkę Polaków o wolność od czasu konfederacji barskiej do Powstania Warszawskiego,
- spalony pień dębu z kapliczką, który jest symbolem niszczących wojen, bezmyślności i wandalizmu czasów współczesnych.

### Dzwony[2]
Na głównej wieży świątyni zawieszone są trzy dzwony wykonane przez ludwisarza Antoniego Kruszyńskiego z Odlewni Dzwonów Braci Kruszewskich, z Węgrowa w 1980 roku. Na największym z nich o dźwięku E i masie 1700 kg wyryto napis: „Dzwon ufundowany przez mieszkańców Bydgoszczy dla upamiętnienia męczeńskiej śmierci 40 tysięcy bydgoszczan pomordowanych w latach 1939–1945”. Z drugiej strony napis brzmi: „Wzywam was A nadto miejcie miłość”. Rok Pański 1980 za Papieża Polaka Jana Pawła ii i Prymasa Polski Stefana Kard. Wyszyńskiego. Dzwon drugi ton G o masie 900 kg nosi imię Maryja. Pod imieniem jest napis: „Dzwon ufundowany przez wiernych Parafii św. Polskich Braci Męczenników w Bydgoszczy dla upamiętnienia Nawiedzenia Parafii przez Matkę Boską w Jej Jasnogórskim Obrazie 10 czerwca 1978 r.”. Po stronie przeciwnej napis: „Oto Matka naszego zawierzenia”. Dzwon trzeci o tonie H i masie 550 kg nosi nazwę imię Romuald. Napis pod imieniem brzmi: „Dzwon ufundowany przez pierwszego proboszcza Parafii św. Polskich Braci Męczenników w Bydgoszczy Ks. Romualda Biniaka”. Z drugiej strony dzwony napis: „Głoś chwałę Dobroci Ludzi Pracy budowniczych tej świątyni”. Dzwony wciągnięto na wieżę w marcu 1981 roku.

### Pamiątkowe drzwi spiżowe
Do wnętrza świątyni prowadzi pięcioro drzwi. W samym środku znajdują się wielkie dwustronne drzwi spiżowe, które zamontowano jesienią 2009 roku. Wykonał je artysta rzeźbiarz dr Jacek Kucaba.
19 października 2009 r. kardynał Józef Glemp poświęcił w kościele pamiątkowe, spiżowe drzwi z wizerunkami z życia i misji ks. Jerzego Popiełuszki. Od strony wewnętrznej ukazują postać bł. ks. Jerzego Popiełuszki wraz z wybranymi, najważniejszymi wydarzeniami z jego życia: święcenia kapłańskie, kazania głoszone w Warszawie, ostatnią mszę św. w Bydgoszczy, porwanie, katowanie oraz pogrzeb. Z kolei obrazy od strony zewnętrznej zatytułowano „Drogi do wolności 1945–1989”. Lewa część to zrywy inspirowane przez Naród, prawa to droga, którą Kościół prowadził Polaków ku wolności.
Na czworgu pozostałych drzwiach wejściowych, kutych przez artystę plastyka Marka Ronę, umieszczono orły polskie z różnych okresów naszych dziejach - począwszy od orła z nagrobka Henryka IV Probusa i czasów rządów Kazimierza Wielkiego, przez Władysława Jagiełłę i Zygmunta Starego, dalej Stefana Batorego i Jana Sobieskiego, aż po Stanisława Augusta i godło Rzeczypospolitej z lat 1919-1927.

### Organy
Ważnym elementem są organy zbudowane przez zakład Bronisława Cepki z Wronek. Są to organy koncertowe, liczące 3500 piszczałek, 43 głosy, w tym dzwony i trąbki hiszpańskie umieszczone horyzontalnie. Zostały poświęcone 2 grudnia 1995 roku przez ks. kard. Józefa Glempa, Prymasa Polski. Na organach stoi figurka Matki Bożej Ludźmierskiej Pani Podhala. Na balustradzie chóru znajdują się: herb miasta Bydgoszczy i Orzeł Piastowski. W środkowej części balustrady znajdują się: Herb Papieża I biskupów Ordynariuszy Diecezji Gniezna I Bydgoszczy.

### Chrzcielnica
Chrzcielnica jest ustawiona poza prezbiterium. Misa chrzcielna to jednolity blok granitowy otoczony trzema „bramami” nawiązującymi do Trzech Osób Boskich, w imię których kapłan udziela chrztu św. Bramy te, to symbol wejścia do wspólnoty Kościoła. Autorem i wykonawca jest artysta plastyk Michał Kubiak.

## Galeria

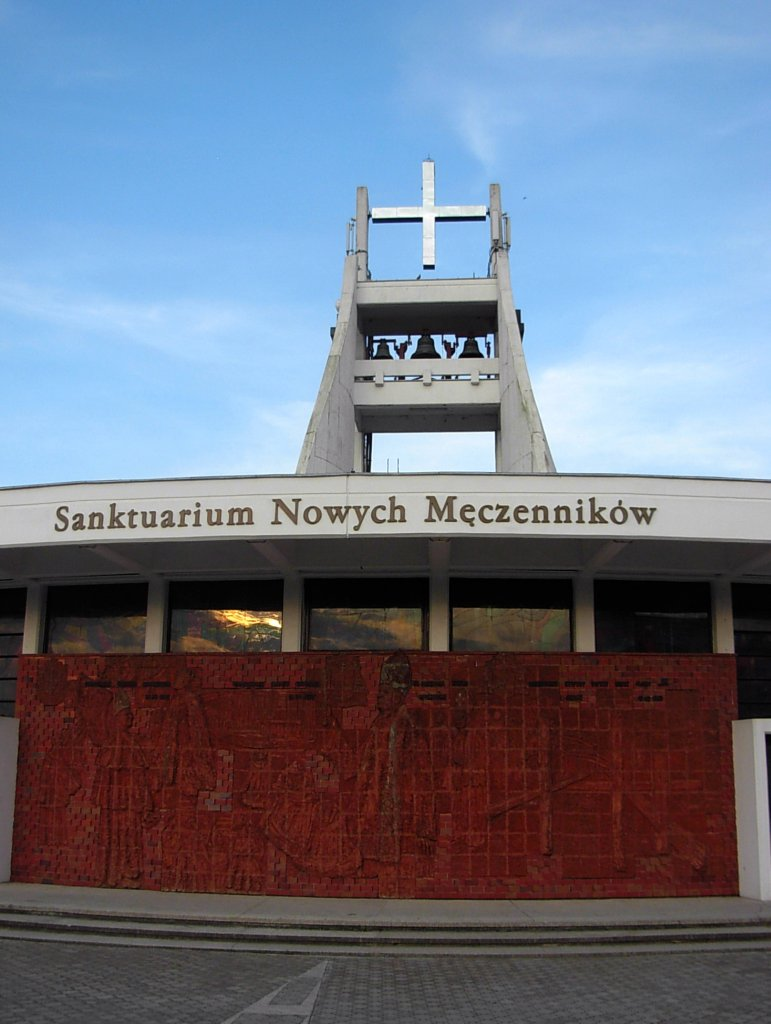
Od zachodu
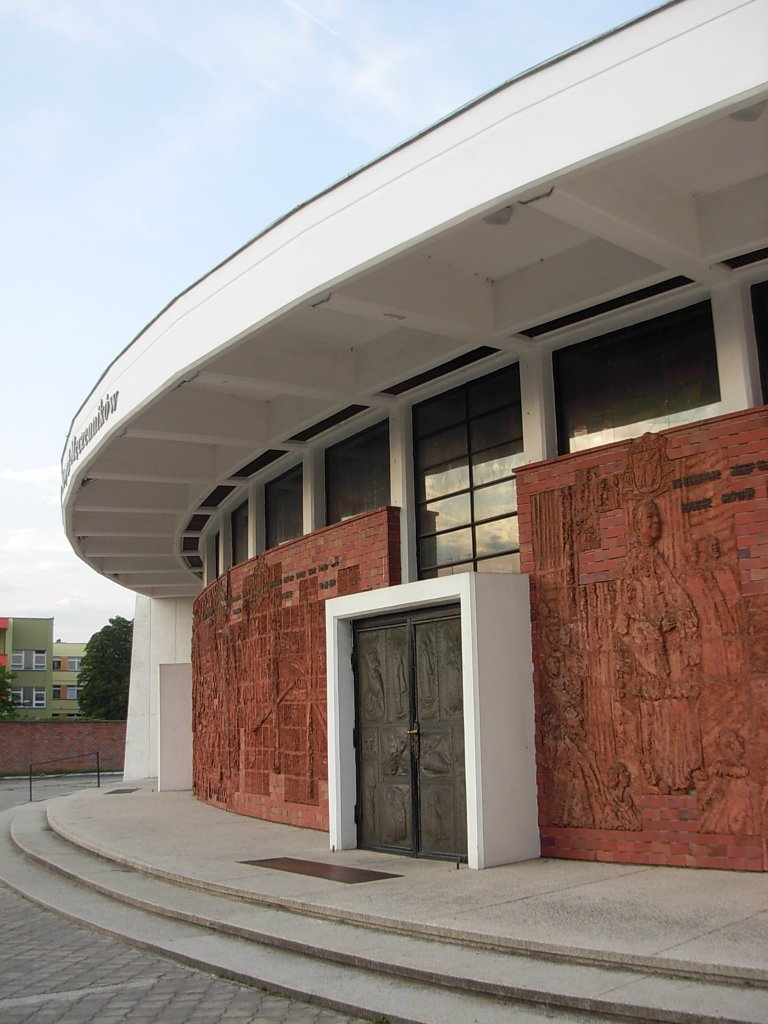
Wejście do „małego kościoła”
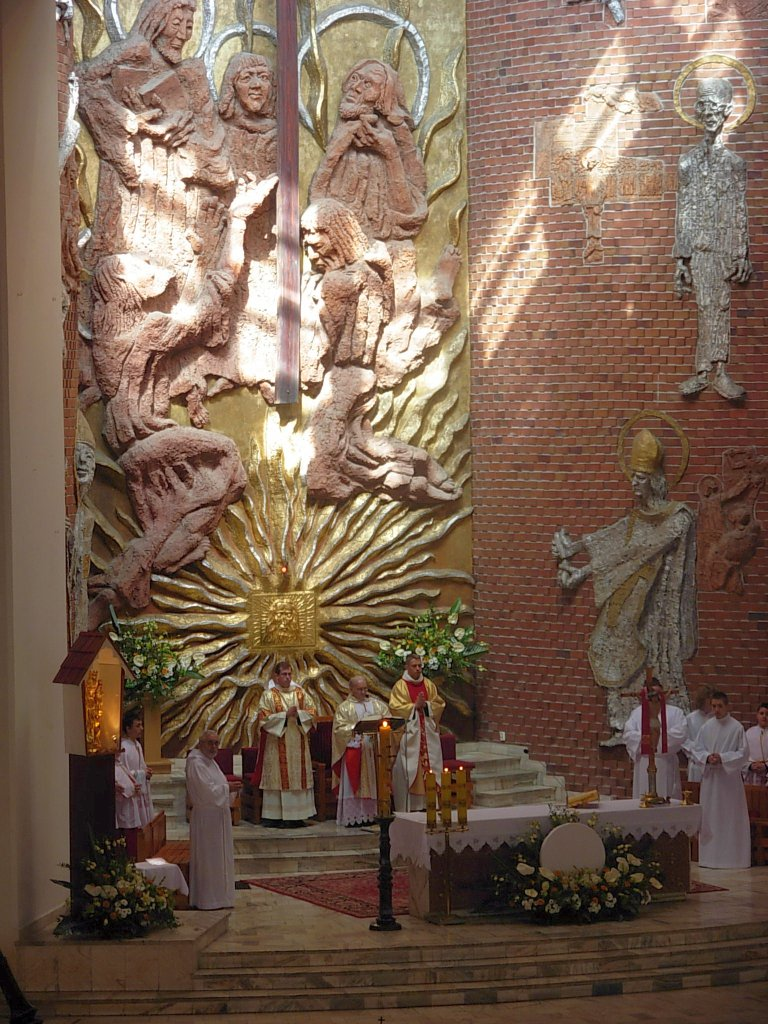
Ołtarz
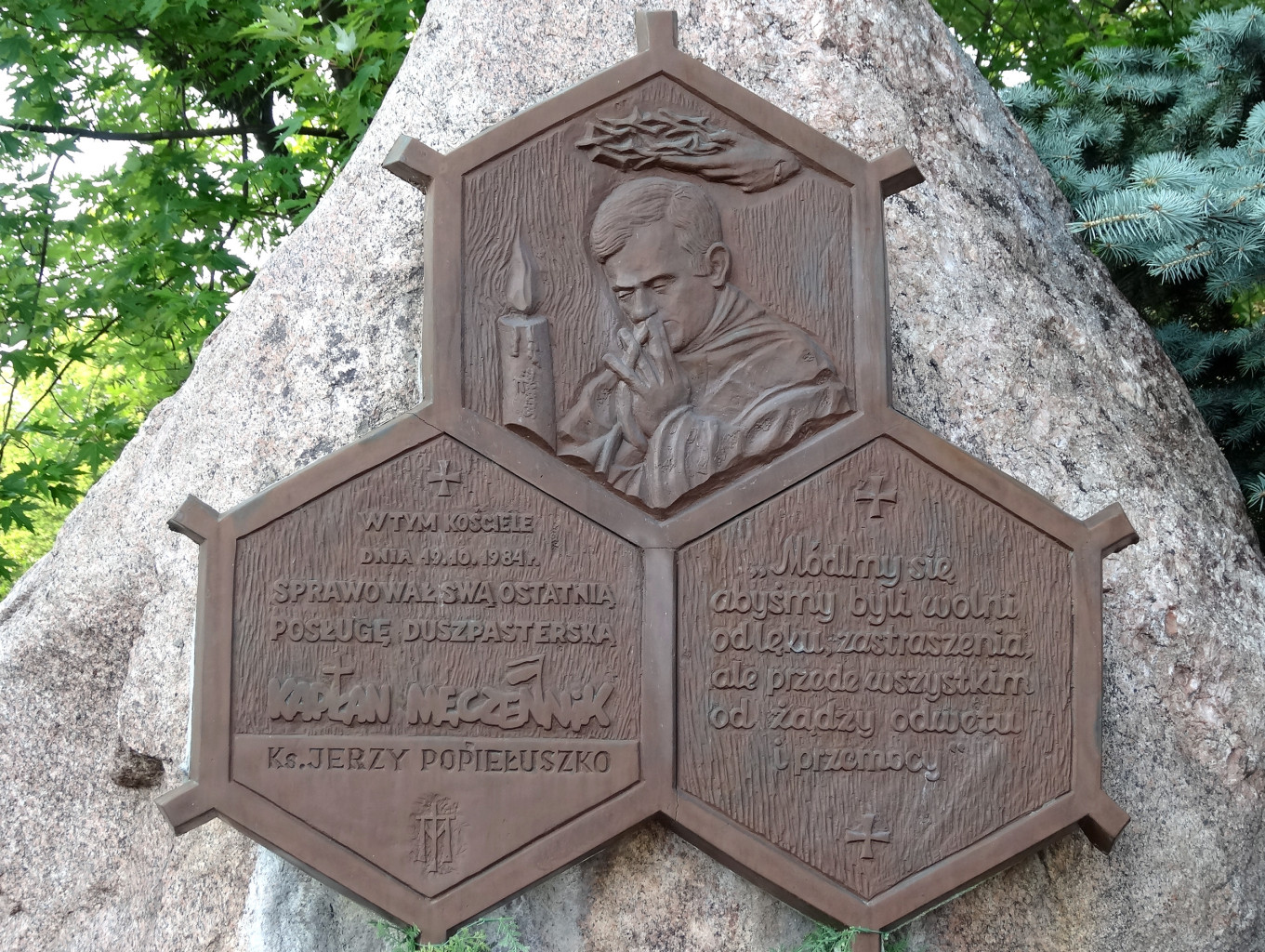
Tablica pamiątkowa błog. ks. Jerzego Popiełuszki
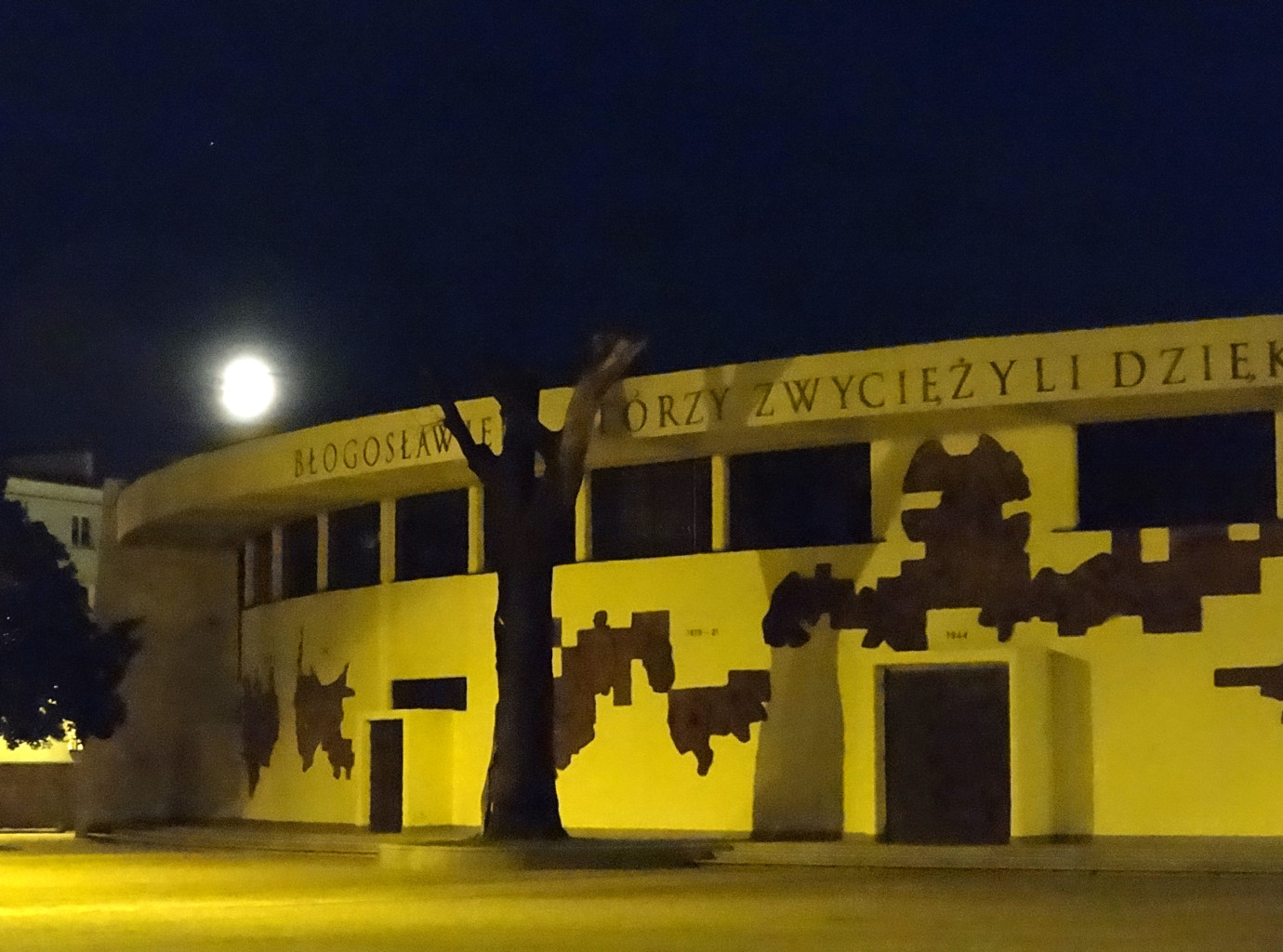
Nocą
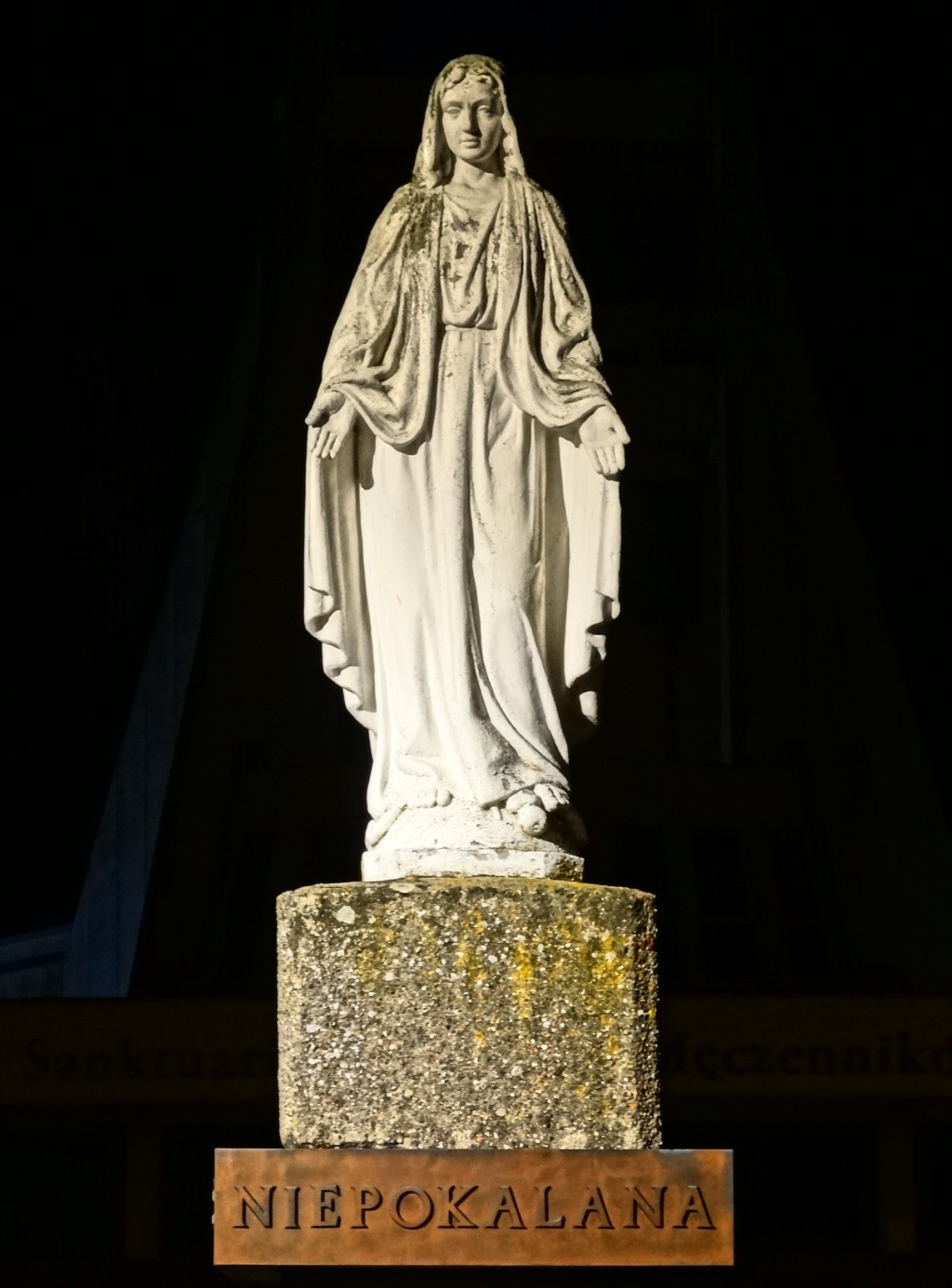
Figura Niepokalanej przed kościołem
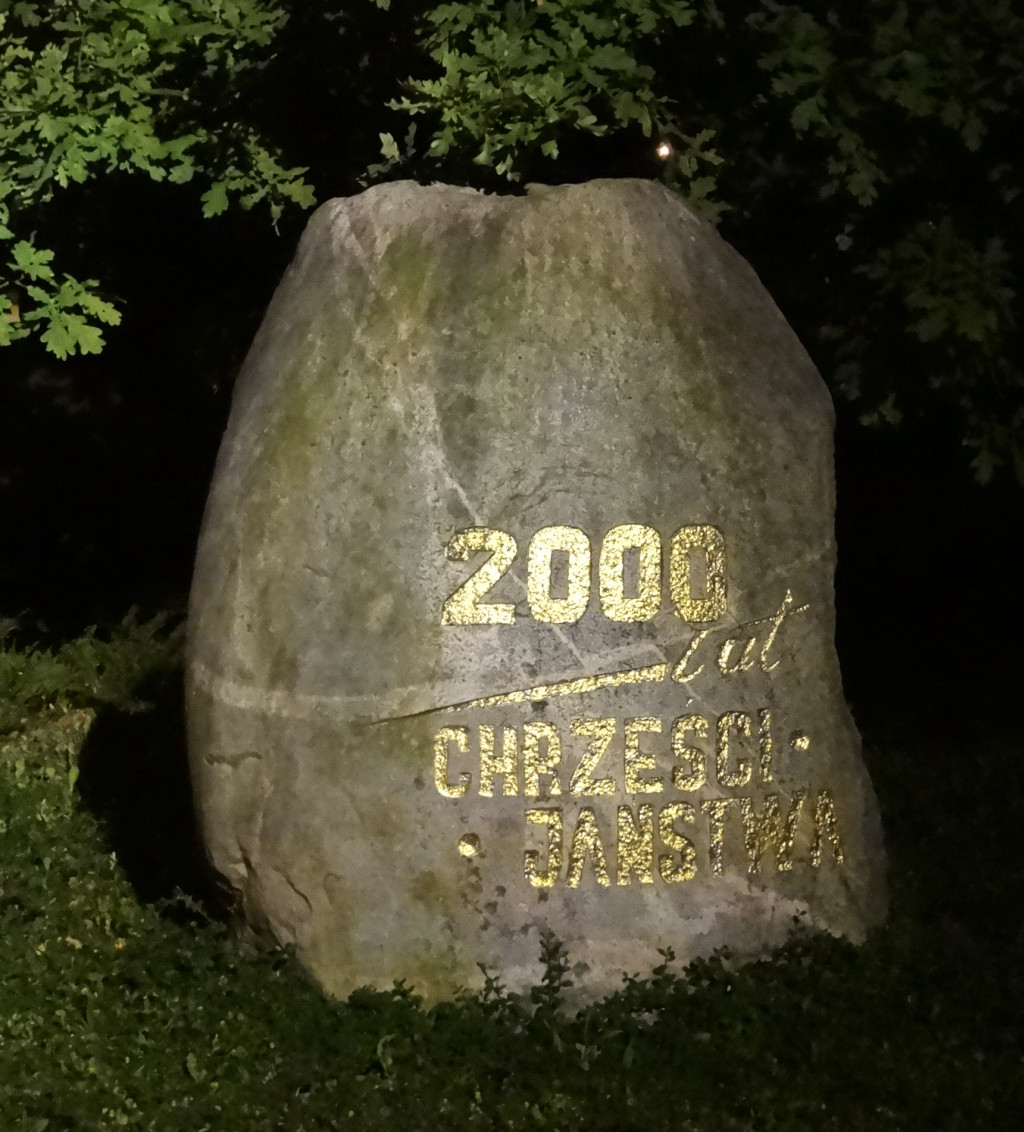
Głaz pamiątkowy